# Vadim Krasnoselskij

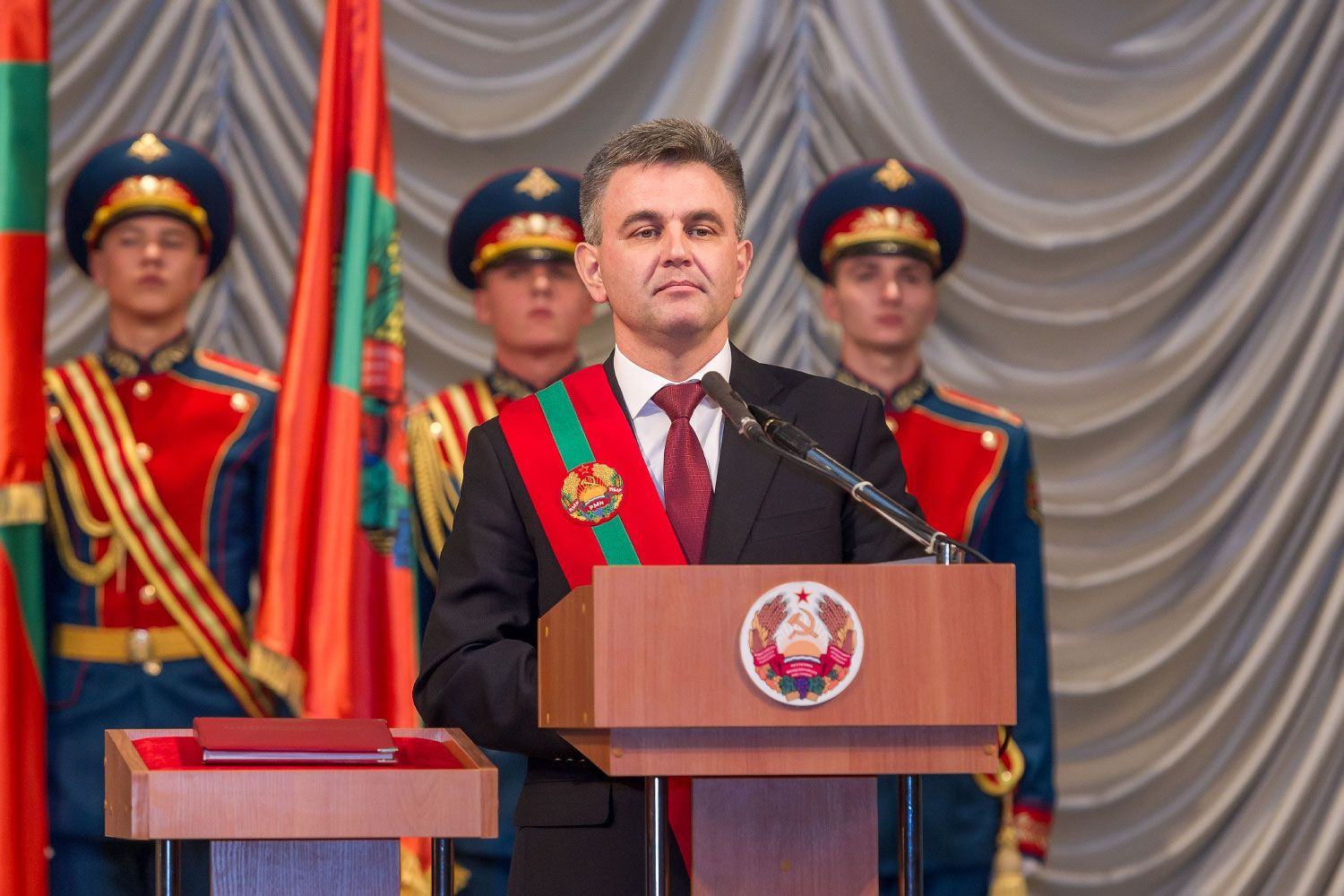
Vadim Krasnoselskij vidpresidentinvigningen 2016

Vadim Nikolajevitj Krasnoselskij (ryska: Вадим Николаевич Красносельский; kyrillisk moldaviska: Вадим Николаевич Красносельский; rumänska: Vadim Nikolaevici Krasnoselski; ukrainska: Вади́м Микола́йович Красносе́льський, Vadym Mykolajovytj Krasnoselskyj), född 14 april 1970 i Daurija, Tjita oblast i Ryska SFSR i Sovjetunionen (nu Zabajkalskij kraj i Ryssland), är en transnistrisk politiker. Han är utbrytarrepubliken Transnistriens president sedan den 16 december 2016. 
Vadim Krasnoselskij började 1987 studera i Odessa, men bytte till Högre flygingenjörsskolan i Charkiv. Han examinerades därifrån 1993 och arbetade inom Transnistriens inrikes militära styrkor. Han var inrikesminister 2007–2012. År 2015 invaldes han i Transnistriens parlament, vars talman han blev.
Han vann valet till president 2016 över den sittande presidenten Jevgenij Sjevtjuk. I presidentvalet i december 2021 vann Vadim Krasnoselskij över jordbrukaren och parlamentsledamoten Sergej Pynzar med stor majoritet, dock efter ett lågt valdeltagande.
Vadim Krasnoselskij är gift med språkläraren Svetlana Krasnoselskaja. Paret har två barn.